# César do Paço
César Manuel Cardoso Matos do Paço (Madalena, 21 de setembro de 1965), também conhecido como Caesar DePaço, é um empresário português e ex-cônsul honorário de Portugal e Cabo Verde.
Foi cônsul honorário de Portugal em Palm Beach (Flórida) de 2014 a 2020 (Honorary Consul of Portugal to Florida), quando se demitiu devido a um confronto com o Embaixador de Portugal nos Estados Unidos. Posteriormente foi nomeado por Cabo Verde cônsul honorário na mesma região. Porém, Cabo Verde já tinha cônsul honorário na Flórida.
Após reportagem da SIC Notícias, foram descobertas doações ao partido CHEGA!. A ligação com o partido de extrema-direita português resultou num escândalo em Cabo Verde, que levou à demissão do Ministro dos Negócios Estrangeiros de Cabo Verde, Luís Filipe Tavares.
Tanto DePaço quanto a esposa, Deanna Padovani-DePaço, são próximos de André Ventura e José Lourenço, ex-dirigente distrital do CHEGA no Porto. Esta também foi nomeada cônsul honorária de Cabo Verde em Nova Jérsia, resultando em suspeita de tráfico de influência e de corrupção.
Desde que, no início de 2021, a "Grande Reportagem" da SIC identificou Paço como um dos financiadores do Chega, tendo essa informação sido acrescentada à sua biografia na Wikipédia, que o empresário tem empreendido uma guerra jurídica contra a enciclopédia online. A 2 de maio de 2023, o Tribunal da Relação de Lisboa emitiu à Fundação Wikimedia uma ordem de eliminação das informações referentes à relação de do Paço com o Chega, assim como a identificação dos editores que contribuíram com esta informação, determinando uma multa diária de 500 euros por não cumprimento. Em junho de 2023, o Tribunal da Relação anulou o acórdão que obrigava a Wikipédia a apagar informações que conectavam César do Paço ao partido do Chega. Em dezembro de 2023 o Supremo Tribunal de Justiça obrigou a Wikipédia a eliminar conteúdos da página de César do Paço e pediu para identificar os editores que acrescentaram conteúdo a ela. Em outubro de 2023 a Polícia Judiciária em Portugal fez buscas na sucursal portuguesa da Summit Nutritionals no âmbito de suspeitas de corrupção envolvendo Luís Filipe Tavares, antigo ministro dos Negócios Estrangeiros de Cabo Verde, num caso que remonta a 2020 e arquivado em 2022. Em entrevista à revista Visão, César de Paço afirma que gostaria que a Justiça fosse mais célebre de forma a acabar com as suspeições de pessoas inocentes, situação que se prolonga por anos.

## Biografia
César do Paço nasceu na Madalena, na ilha do Pico, a 21 de setembro de 1965, filho de um chefe das repartições das Finanças dos Açores.
No ano de 1994, César do Paço diz ter passado aos Estados Unidos, onde se encontrava o avô materno, e onde já havia estado aos onze anos. Segundo o próprio, agora conhecido como Caesar DePaço, trabalhou inicialmente na área da psicologia, lidando com deficientes num centro ocupacional local, em Nova Jérsia, dedicando-se à venda de suplementos alimentares a partir de 1997.
Uma reportagem publicada em 2014 no Expresso dá-o como formado em Psicologia, segundo o próprio, em Inglaterra, com dois doutoramentos. Um dos doutoramentos teria sido alegadamente tirado na Universidade de Oxford. Esta universidade, no entanto, não encontrou qualquer registo de César do Paço entre os seus alunos. Segundo informação publicada pela revista Sábado, os graus académicos de Paço poderão ser falsos.
Em fevereiro de 2020, a Associação Portuguesa de Criminologia anunciou que o "professor doutor Caesar DePaço" se tornara membro honorário do seu conselho consultivo.

## Summit Nutritionals International
Segundo entrevista ao Expresso, em 2014, em 1997 César do Paço passou a trabalhar como vendedor de suplementos alimentares, tendo então a ideia de abrir a empresa Summit Sourcing, dedicada à intermediação de produtos farmacêuticos e nutricionais, trabalhando essencialmente com a produção e fornecimento de sulfato de condroitina, um dos principais componentes da cartilagem, usado para combater a osteoporose, mas também na indústria veterinária, em rações para animais. Na época a fonte tradicional do componente, as carcaças de bovinos, sofria com os efeitos da crise das vacas loucas. César do Paço terá visto aqui uma oportunidade de negócio, comercializando um equivalente da substância produzido a partir de fontes aviárias, suínas ou marinhas, recorrendo sempre a matadouros americanos certificados e isentos de riscos da BSE.
Em 2018, em entrevista ao Diário de Notícias, César do Paço apresenta outra versão, segundo a qual a oportunidade de negócio terá sido a utilização de traqueias de bovinos, até aí desperdiçadas, para a produção de sulfato de condroitina. César terá então feito um périplo pelos matadouros dos Estados Unidos, negociando a compra das traqueias de bovinos, conseguindo contratos de abastecimento de vinte anos.
Segundo César do Paço, foi em 2001 que decidiu expandir o negócio para a fabricação de sulfato de condroitina, criando a Summit Nutritionals International, Inc., e abrindo uma megafábrica em Buffalo, no estado de Nova Iorque. Segundo o Expresso, em 2014 a empresa era certificada pela Food and Drug Administration (FDA), com sede em Nova Jérsia, concentrando 80% do seu negócio na produção de sulfato de condroitina, fabricando também colagénio e cartilagem animal em pó. A produção era então de 400 toneladas de sulfato de condroitina por ano, exportando 30 a 40% da produção para o Brasil, Alemanha, México, Reino Unido e Japão, entre outros países.

### Intervenção da FDA por falso rótulo nos produtos e origem chinesa
Em maio de 2017, a FDA enviou uma carta de aviso a César do Paço, informando ter detectado rotulagem falsa e enganadora, durante inspeções às instalações de embalagem de ingredientes alimentícios a granel, localizadas em Rochester, no Estado de Nova Iorque. O que era vendido como "pó de colagénio de salmão hidrolizado 90% proteína" era na realidade gelatina hidrolisada. Adicionalmente, a origem do produto, apresentada como "Orgulhosamente produzido nos EUA", era, na verdade, a China. Do mesmo modo, o certificado de análise apresentava informação falsa e enganadora, dando como origem os Estados Unidos da América, em vez da sua origem real, a China. Finalmente, o rótulo não declarava a quantidade líquida de composto vendido, tal como requerido por lei. Segundo a informação da FDA, inspeções realizadas entre 2015 e 2016 na sede da empresa, em Lebanon, Nova Jérsia, indicaram que violações semelhantes poderiam estar ocorrendo nos produtos de colagénio de origem porcina, bovina e aviária comercializados pela empresa.
A FDA detetou nas inspeções que a Summit Nutritionals não havia sido capaz de fornecer documentação que comprovasse que os produtos e subprodutos de colágeno de origem bovina com que negociava eram livres de BSE, afirmando ainda que a empresa não possuía quaisquer especificações estabelecidas sobre ingredientes de origem animal de modo a se assegurar de que eram livres de BSE.

### Declarações sobre número de empregados e faturação
Em 2014, César do Paço afirmou que a Summit Nutritionals empregava 60 colaboradores, número que ultrapassaria a centena em 2018, segundo o mesmo. Em junho de 2020, José Lourenço, conselheiro de César do Paço, e presidente da Distrital do Porto do partido Chega, afirmou em entrevista ao canal de televisão online Novum Canal que a empresa empregava um grande número de funcionários, mantendo contratos com todos os matadouros dos Estados Unidos para a recolha de traqueias. No entanto, segundo a investigação da SIC apurou, a empresa emprega apenas dois funcionários na sede em Nova Jérsia, e um na delegação portuguesa.
Segundo César do Paço, logo no primeiro ano a companhia teria conseguido vender cerca de oito milhões de dólares em produtos, com lucros consideráveis, mantendo o mesmo nível de faturação em 2013, superando os 7,2 milhões de euros de faturação. A investigação realizada pela SIC revelou, no entanto, um volume de faturação anual bastante mais modesto, de pouco menos de 800 mil dólares na sede. Na delegação portuguesa, que emprega um só funcionário, no entanto, o valor de faturação ultrapassa os 3 milhões e 300 mil euros.

### Empresas em Portugal e no Brasil
Segundo a entrevista de 2014, a delegação internacional da Summit Nutritionals localizava-se em Lisboa, em Portugal, gerindo todos os mercados fora dos Estados Unidos e Canadá. Segundo afirmou então, a escolha de Portugal não estaria ligada ao seu patriotismo, mas sim ao posicionamento estratégico de Portugal, enquanto membro da União Europeia e detentor de uma relação privilegiada com os mercados sul-americano e africano. Na entrevista de 2018, no entanto, afirmou que a escolha de Portugal como centro de controle das exportações para o mundo inteiro se fez não por questões estratégicas, mas "apenas porque fez questão de manter a ligação a Portugal, mesmo no que aos negócios diz respeito".
A delegação portuguesa localiza-se em Cascais. Foi fundada em 2009, com morada na rua Principal, n.º 19, Bairro Além Vinhas, Tires, na freguesia de São Domingos de Rana, tendo por objeto a comercialização de produtos naturais, sendo seu representante César Manuel Cardoso Matos do Paço. Em junho de 2010, a delegação teve a sua sede mudada para o Edifício Regata, em Cascais, mudando a representação permanente em abril de 2014 para o Empreendimento Nova Amoreiras - Palácio, na rua da Artilharia Um, em Lisboa, freguesia de Santo António. Em junho de 2017 mudou a representação para o Edifício Atlântico, à Rua Armando Villar, Cascais e Estoril, onde se encontra atualmente. Segundo a empresa, a delegação portuguesa importa sulfato de condroitina a partir dos Estados Unidos, que comercializa na União Europeia sob o nome comercial DROI-KON.
César do Paço possui ainda duas empresas no Brasil, em Barueri e Embu das Artes, no Estado de São Paulo, com o nome de Summit Nutritionals International, a primeira criada em junho de 2019, e a segunda em novembro do mesmo ano, ambas prestando serviços combinados de escritório e apoio administrativo como atividade principal, sendo administradas e representadas legalmente por José Lourenço, conselheiro de César do Paço e ex-dirigente distrital do CHEGA! no Porto.

### Caso Sioux Pharm vs. Summit Nutritionals
Em 2012, a empresa efetivamente se anunciava no seu sítio eletrónico como empresa líder no fabrico de sulfato de condroitina, listando nos seus contactos uma unidade fabril localizada em Sioux Center, no Iowa. A informação, no entanto, era falsa, destinada "a aumentar enganosamente a credibilidade da empresa e potenciar suas vendas". Naquela data, a Summit Nutritionals não a fábrica listada como sua no website, adquirindo a substância que comercializava pela Eagle Laboratories. A situação motivou um processo por parte da farmacêutica Sioux Pharm, que possuía a tal unidade fabril listada no website da Summit Nutritionals. A Sioux Pharm alegava também baixa qualidade e rotulagem enganosa no produto comercializado pela Summit Nutritionals, sendo a Sioux Pharm a única produtora de sulfato de condroitina "Made in USA", de acordo com o processo judicial registado pela mesma.
De acordo com o caso Sioux Pharm, Inc. v. Summit Nutritionals Int'l, Inc., datado de janeiro de 2015, nessa data a Summit Nutritionals desenvolvia o seu negócio sobretudo na área de Branchburg, Nova Jérsia, empacotando e revendendo sulfato de condroitina com fins alimentícios, que adquiria ao fabricante Eagle Laboratories, instalado no Iowa, via remessas mensais. Em 2013, a empresa afirmava falsamente no seu sítio eletrónico possuir escritório e unidade de fabrico em Sioux Center, Iowa, que listava sob um dos endereços da Eagle Laboratories, com a finalidade de aumentar a sua credibilidade e potenciar as vendas. Isto motivou um processo por parte da empresa Sioux Pharm, fabricante de sulfato de condroitina e concorrente da Eagle Labs, únicos dois fabricantes daquele composto no Iowa. A Sioux Pharm alegava que a Summit Nutritionals não tinha permissão para fabricar e comercializar a substância naquele estado. Alegava ainda que adquirira uma amostra à Summit Nutritionals, procedendo à análise do sulfato de condroitina comercializado pela empresa, e produzido pela Eagle Laboratories, o qual alegadamente não possuía a pureza regulamentar, sendo diluído e falsamente rotulado como contendo 90% de sulfato de condroitina, que haveria prática de conspiração civil entre a Summit Nut. e a Eagle Labs. com vista ao domínio do mercado. As alegações de conspiração civil foram indeferidas pelo tribunal distrital, que, no entanto, não aceitou a demanda da Summit Nutritionals sobre a ausência de jurisdição, mesmo tendo-se provado ser falsa a informação da Summit Nutritionals sobre a presença no Iowa, justificando com a relação comercial com o fornecedor daquele estado, e o facto de César do Paço ter viajado propositadamente para o Iowa, aí se detendo algumas horas visitando as instalações da Eagle Labs. Tendo a Summit Nutritionals apelado ao Supremo Tribunal do Iowa, contestando as jurisdições específica e geral do caso, este afirmou a falta de jurisdição geral, negando, no entanto, a específica, uma vez que apesar da informação prestada pela Summit Nutritionals no seu sítio eletrónico ser falsa, a Summit Nutritionals havia efetivamente negociado com a Sioux Pharm, estabelecida no Iowa, daí resultando aquela litigação.
Numa entrevista dada à revista Sábado, César DePaço alega ter em sua posse uma carta na qual afirma que a empresa se retratou das acusações feitas à Summit Nutritionals.

### Buscas policiais
Em outubro de 2023, a Polícia Judiciária em Portugal fez buscas na sucursal portuguesa da Summit Nutritionals. Segundo a revista VISÃO, a polícia judiciária está a investigar movimentos financeiros do empresário, especialmente o destino dos valores movimentados. A investigação está ligada a suspeitas de corrupção envolvendo Luís Filipe Tavares, antigo ministro dos Negócios Estrangeiros de Cabo Verde, que nomeou César do Paço cônsul honorário daquele país nos Estados Unidos.

## Consulados honorários na Flórida

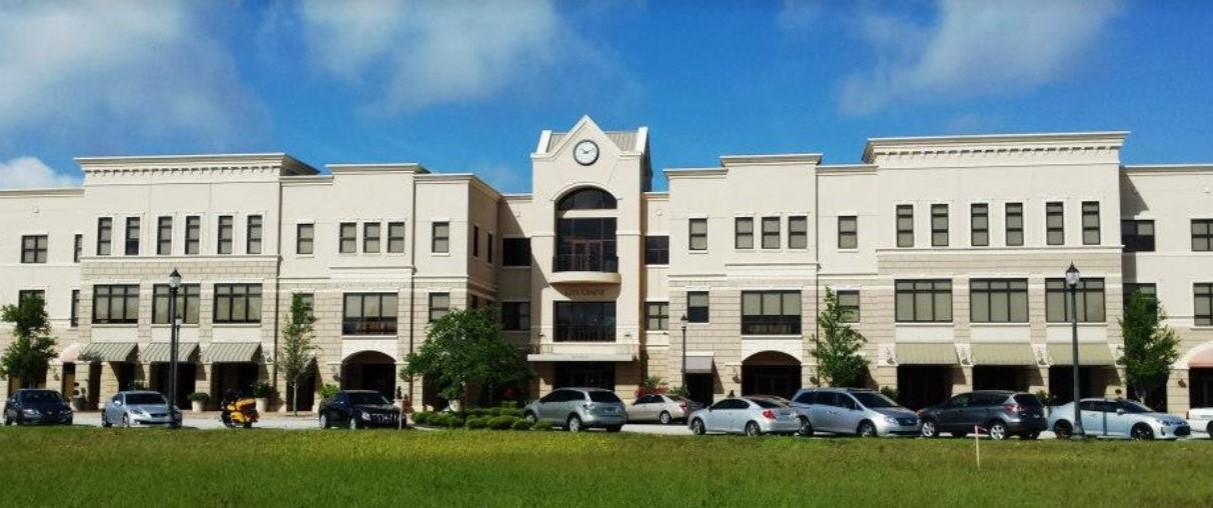
Edifício onde esteve instalado o consulado honorário de Portugal em Palm Coast

### Portugal
A 3 de outubro de 2014, César Manuel Matos de Paço foi nomeado para o cargo de Cônsul Honorário de Portugal em Palm Coast, na Flórida, dependente da Embaixada de Portugal em Washington. por despacho do então Ministro de Estado e dos Negócios Estrangeiros, Rui Machete.
Em entrevista à Revista Sábado, César DePaço admite ainda ter sido convidado pelo então antecessor de Rui Machete, Paulo Portas, durante o período neste fez parte do XIX Governo Constitucional de Portugal enquanto Ministro de Estado e dos Negócios Estrangeiros.
O consulado esteve inicialmente instalado em Orlando, mudando-se para Palm Coast em abril de 2015, após o encerramento do consulado honorário devido à expiração do leasing. Ficou então instalado no endereço 145 City Place, suíte 105, no chamado edifício Chiumento, no complexo Palm Coast Town Center, sendo um dos 18 consulados que então operavam no país.
A 6 de junho de 2017, em antecipação das comemorações do 10 de junho, César do Paço homenageou, em nome do Consulado Honorário, a presidente da câmara da cidade, Milissa Holland, sendo hasteadas as bandeiras americana e portuguesa no edifício da Câmara Municipal. Palm Coast tornou-se, assim, a primeira cidade da Flórida a hastear a bandeira portuguesa na câmara municipal.
Em janeiro de 2018, César do Paço afirmava gastar anualmente meio milhão de dólares por ano em despesas relativas ao consulado.
De acordo com o jornal caboverdiano A Nação, citando a revista Sábado, durante os seis anos em que foi cônsul honorário Paço ter-se-á dirigido várias vezes à sede do Ministério dos Negócios Estrangeiros (MNE), em Lisboa, no sentido de convencer o governo português a conceder-lhe passaporte diplomático, privilégio reservado a um conjunto de titulares de cargos políticos, diplomatas e entidades que se encontrem em missão no estrangeiro, podendo também ser concedido pelo ministro dos Negócios Estrangeiros em situações de “interesse público”. Segundo uma fonte oficial da Secretaria de Estado das Comunidades de Portugal, Paço insistiu reiteradamente, na busca desse privilégio para o qual “não estava habilitado”, tendo-lhe sido dito numa ocasião pelo antigo secretário de Estado das Comunidades, José Luís Carneiro, do Partido Socialista, “Você precisa servir o Estado português, não o contrário”.
Segundo a Sábado, a recusa poderia ter a ver com o sucedido em janeiro de 2014, quando, residindo então em Bernardsville, Nova Jérsia, o Departamento de Alfândegas e Proteção de Fronteiras dos EUA revogou a filiação de César do Paço ao programa Global Entry Entrusted Traveler, que durava há seis anos, com a justificação de não cumprir os critérios de eleição, passando a revistá-lo e à sua bagagem cada vez que este regressava ao país, vindo do exterior. Segundo César do Paço, o episódio deveu-se a uma confusão de nomes, entretanto solucionada.
Segundo a revista A Nação, as desconfianças no MNE foram aumentando: “Ele exorbitava constantemente as suas funções. Parecia que vinha a Portugal em funções bilaterais: ia a encontros de negócios ou com a liderança do CDS e parecia que ia numa missão diplomática. Havia a sensação de que usava o cargo para se alavancar”. Nos seis anos em que ocupou o consulado honorário, DePaço gastou milhões de euros em festas luxuosas, nas quais invariavelmente marcavam presença deputados e políticos portugueses.
A 15 de maio de 2020, Paço foi exonerado do cargo de Cônsul Honorário de Portugal em Palm Coast, a seu pedido, alegando incompatibilidades com o embaixador de Portugal em Washington, Domingos Fezas Vital.

### Cabo Verde
Em março de 2020, Deanna Padovani-DePaço, esposa do empresário, foi nomeada cônsul honorária de Cabo Verde em Nova Jérsia, desejando Paço ocupar o mesmo cargo na Florida. Como Cabo Verde tinha outro cônsul honorário naquele estado, com carta-patente de 2018, o então Ministro dos Negócios Estrangeiros cabo-verdiano, Luís Filipe Tavares, terá usado de "arte e engenho", nas palavras do jornalista Pedro Coelho, para conseguir o exequatur, ou autorização dos Estados Unidos, para nomear Paço e garantir-lhe passaporte diplomático. A autorização teria sido concedida a 8 de setembro de 2020, sendo alegadamente recompensada com a oferta de um Mercedes, "com dois meses e 8500km, "carregado de extras" - "full options"", cuja conta teria sido endereçada a José Lourenço, aqui na qualidade de representante de Paço em Cabo Verde. No início de 2021, foi apresentado em Cabo Verde como cônsul honorário daquele país em Palm Coast na Flórida, na presença do ministro Tavares, do seu conselheiro e líder da distrital do Porto do Chega José Lourenço, e de Fernando Madureira, líder da claque Super Dragões. De acordo com o jornal cabo-verdiano "A Nação" - "Esta é a primeira vez que Cabo Verde nomeia um casal, marido e esposa, para cargos de cônsul do país, em --simultâneo, e para Estados diferentes dos EUA, o que, segundo uma fonte diplomática, pode ser considerado um caso de “tráfico de influência e de corrupção”.
Logo após a reportagem da SIC que revelou as ligações de César do Paço ao partido de extrema-direita Chega, Tavares apresentou a sua demissão. Tavares justificou então a demissão como sendo para "evitar embaraços" ao país relacionado à apresentação de César do Paço como cônsul honorário em Palm Coast na Florida, ocorrida no início de 2021, na qual esteve presente o próprio ministro.
Após a demissão, Luís Filipe Tavares foi investigado sobre a notícia veiculada pela comunicação social caboverdiana de alegada promessa de benefício patrimonial na sequência da nomeação de Paço como Cônsul Honorário de Cabo Verde na Florida, cuja nomeação teria alegadamente ocorrido em troca de uma viatura topo de gama, avaliada em 45 mil euros. O Ministério Público determinou a abertura de instrução criminal, tendo a Procuradoria-Geral da República anunciado, em 28 de abril de 2021, a abertura da instrução criminal a uma alegada promessa de benefício patrimonial envolvendo o ex-ministro dos Negócios Estrangeiros, estando em causa o crime de corrupção, previsto e punido pela legislação penal cabo-verdiana. Em junho de 2022, a Polícia Judiciária de Cabo Verde realizou uma operação de buscas na residência de Tavares, que segundo a comunicação social caboverdiana estaria relacionada a esta investigação. Em dezembro desse ano, o Ministério Público arquivou o processo de corrupção, por falta de provas contra o antigo ministro, pedindo que lhe fossem ainda devolvidos os bens apreendidos na sequência da busca, revista e apreensão.

## Ligações a Fernando Madureira e Super Dragões
Em 2019, César do Paço tornou-se patrocinador oficial do boxe do FC Porto. O ginasio é dominado por membros da claque Superdragões.
Em dezembro do mesmo ano, por intermédio de José Lourenço, seu braço direito e então vice-presidente da distrital do Porto do Chega, partido financiado por César do Paço, conhece Fernando Madureira, apelidado "o Macaco", líder da claque Super Dragões, da qual é igualmente membro José Lourenço, já investigado em casos de agressão e venda ilegal de bilhetes. Fernando Madureira é capitão e gestor do CF Canelas 2010, clube de futebol português que em 2017 ganhara má fama pela sua violência. César do Paço interessa-se pelo clube, tendo os três se encontrado para almoçar diversas vezes.
Em abril de 2020, anunciou a sua intenção de investir no CF Canelas 2010. Fernando Madureira referiu a intenção de ficar com 39% da SAD, ficando o clube com 10%, “o mínimo obrigatório”, e César do Paço com o restante capital acionista. O objetivo anunciado era dar visibilidade ao clube no panorama do futebol português.
Em agosto de 2020, o jornal "o Gaiense", de Vila Nova de Gaia, anunciou na sua página do Facebook a concretização da SAD do Canelas 2010, na presença do presidente da junta Arménio Costa, ficando César do Paço com 51 por cento, Fernando Madureira com 39 e o clube com 10, tendo Fernando Madureira anunciado que o principal objetivo era agora a colocação do clube na Liga 3. Em dezembro de 2020, o clube apresentava francas melhorias, liderando a série D do Campeonato de Portugal.

## Ligação ao partido Chega! e André Ventura
César do Paço diz-se apartidário, embora tanto ele quanto a esposa sejam amigos pessoais de André Ventura, dirigente do Chega!, partido português da extrema-direita, ao qual fez uma doação do máximo legal. É também apoiante do Movimento Zero, movimento de extrema-direita conotado com as forças de segurança em Portugal. Em maio de 2023, Paço confirmou ao semanário Novo ser um dos financiadores do Chega, embora não o principal, afirmando que pensa que se eleito, André Ventura seria um bom primeiro-ministro para Portugal.
Em entrevista à Revista Sábado, César DePaço confirmou a doação do montante ao partido de André Ventura, recusando, no entanto, a ideia de ser financiador do Chega! e confirmando ter-se tornado militante do partido.
Deanna Padovani-DePaço, esposa do empresário, foi coordenadora geral para o CDS-PP na América do Norte. Na cerimónia de posse, estava presente também José Lourenço, colega de negócios e futuro dirigente distrital do Chega! no Porto e à época representante geral do CDS-PP no Brasil. José Lourenco estaria também presente na posse de Deanna Padovani-DePaço como cônsul honorária em 2020, em Cabo Verde.
A 25 de Janeiro de 2020, participou publicamente pela primeira vez num evento do Chega, o comício do mercado Ferreira Borges, no Porto, que ficaria marcado pela saudação nazi feita por um dos militantes presentes. No mesmo comício, André Ventura, líder do partido, foi escoltado pelos atletas da equipa de boxe do FC Porto, patrocinada por César DePaço.
César DePaço era uma das peças-chave na planeada internacionalização do Chega, que incluía um tour mundial do seu líder, André Ventura, que teria como primeira paragem Cabo Verde, em março de 2020, numa minicimeira da extrema-direita na qual também participaria o líder do partido italiano extremista Liga, Matteo Salvini, entretanto suspensa devido à pandemia de covid-19. Nessa viagem a Cabo Verde, André Ventura planeava estar presente na cerimónia de nomeação de Deanna Padovani-DePaço, esposa, como cônsul honorária de Cabo Verde para Nova Jérsia, nos Estados Unidos, que chamou de "amiga".
André Ventura acabou sendo substituído nessa primeira missão por José Lourenço, braço direito de César do Paço, que ali chegara no início do mês. O périplo incluía encontros com Matteo Salvini, do partido de extrema-direita italiano Liga Norte, maior referência internacional de André Ventura. César do paço prontificou-se a facilitar contactos a André Ventura, que por sua vez iria assistir, em Cabo Verde, à nomeação de Deanna de Paço, mulher de César do Paço e antiga candidata do CDS pelo círculo Fora da Europa, como cônsul honorária de Cabo Verde. A viagem incluiria ainda encontros com Jack Ciatarelli, empresário e político republicano candidato a governador de Nova Jérsia, e apoiante de Donald Trump. Segundo afirmou então José Lourenço, "o facto de ser conselheiro do doutor De Paço permite-me ter muitos contactos a nível internacional na área política”.
Em entrevista à revista Visão em Julho de 2024, César do Paço afirma que não é o maior financiador do Chega

### Doações e financiamento do Partido Chega!
A 23 de julho de 2020, a revista Visão publicou uma reportagem revelando as ligações de César do Paço ao partido Chega, nomeadamente o financiamento de pelo menos uma iniciativa do Chega por parte de DePaço, assim como a sua relação próxima com André Ventura.
A 11 de Janeiro de 2021, na peça de jornalismo de investigação da SIC designada A Grande Ilusão, foi revelado que César do Paço é responsável por doações ao Chega! no valor de 10 480,50 euros, valor máximo permitido pela lei portuguesa.

## Negócios imobiliários
Em agosto de 2006 comprou por 1 milhão e 145 mil dólares uma mansão em estilo colonial, situada em Rockaway Road, 29, borough de Lebanon, condado de Hunterdon, Nova Jérsia, na qual residia em 2009, e na qual na década de 2010 esteve sediada a empresa de César do Paço, a Summit Nutritionals International.
Em junho de 2016 residia numa mansão em Estilo Tudor em Oxbridge Lane, na comunidade de Plantation Bay, em Ormond Beach, Flórida, aí tendo comemorado o Dia de Portugal, na qualidade de cônsul honorário do país. Ainda aí residia em novembro de 2019, quando doou um canídeo à Guarda Nacional Republicana. Em fevereiro de 2021, a mansão foi vendida por 1 milhão e 550 mil de dólares.
Em novembro de 2018, adquiriu por quatro milhões de dólares uma outra propriedade em Mountaintop Road, Bernardsville, Nova Jérsia, a qual vendeu em agosto de 2019, igualmente por 1 dólar, ao César M. De Paço Revocable Trust.
César do Paço possui património imobiliário em Vila Nova de Gaia, entre o qual imóveis em regime de arrendamento. Em março de 2021, reportagem da revista Sábado revelou que, em 2017, João Vidal, cabo da Guarda Nacional Republicana e motorista de César do Paço, havia ido a tribunal por falsificação de documento e coação. A coação teria ocorrido na forma tentada, durante a cobrança de rendas em atraso nestes imóveis ao serviço de César do Paço.

## Ações judiciais

### Controvérsia legal entre César do Paço e a Wikipédia
César do Paço esteve envolvido numa disputa judicial com a Wikimedia Foundation, entidade que gere a Wikipédia. O caso teve origem na presença, na versão portuguesa da enciclopédia online, de várias alegações difamatórias acerca de César do Paço.
Em 2022, o Tribunal da Relação de Lisboa determinou que as informações em causa deveriam ser removidas da plataforma e que a Wikimedia identificasse os utilizadores responsáveis pela sua publicação. A Wikimedia recorreu ao Tribunal Constitucional, alegando que a decisão violava princípios fundamentais como a liberdade de expressão e de informação. No entanto, em 2025, o Tribunal Constitucional recusou o recurso, confirmando a decisão da instância inferior.
De igual forma, a Wikimedia Foundation foi condenada a identificar todos os editores que acrescentaram tais conteúdos nas páginas de Wikipedia dedicadas a César do Paço, bem como a pagar 250 euros por cada dia de atraso no cumprimento dessas condenações.
A biografia de César do Paço na enciclopédia online Wikipédia foi criada a 4 de dezembro de 2019 por Cristiano Tomás, filho de Hélder Fragueiro Antunes, empresário luso-americano, CEO da multinacional norte-americana Global Data Sentinel, também ele natural dos Açores, amigo de infância de Paço e seu parceiro em vários negócios, e simpatizante do partido Chega.
Após a emissão da "Grande Reportagem" da SIC em janeiro de 2021, identificando Paço como um dos financiadores do Chega, essa informação foi acrescentada à sua biografia na Wikipédia, tendo o empresário desde então empreendido uma guerra jurídica contra a enciclopédia online, visando a sua eliminação.
Em janeiro desse ano, Rui Barreira, advogado de Paço, tentou remover as referências à contumácia e ao financiamento do Chega, comunicando que iria agir judicialmente contra editores da enciclopédia, assim como a própria plataforma, caso não fossem removidas da sua biografia informações por eles consideradas fraudulentas, como a ligação ao partido Chega. Em abril de 2021, César do Paço afirmava estar a processar tanto a Wikipédia como os editores que dela participam. Efetivamente, em fevereiro desse ano, a Associação Wikimedia Portugal foi notificada de uma providência cautelar interposta contra si, equivocadamente tomada como representante legal da Fundação Wikimedia em Portugal. A providência cautelar visava forçar a remoção das biografias de Paço tanto na Wikipédia em português, como na versão em língua inglesa. Demonstrado o equívoco, em abril seguinte a associação foi absolvida de qualquer responsabilidade relacionada ao caso por um juiz do Tribunal Judicial da Comarca de Braga.
César do Paço interpôs nova providência cautelar, diretamente contra a Fundação Wikimedia, pedindo à justiça que obrigasse a Wikipédia a apagar tudo o que ali existisse sobre si, em particular as notícias veiculadas em vários meios de comunicação social que haviam servido de base à publicação, e concretamente ambas as biografias até então existentes. Perdendo em primeira instância, recorreu ao Tribunal da Relação de Lisboa, que a 2 de maio de 2023 publicou um acórdão dando razão parcial ao empresário. Por entenderem tratar-se de uma figura pública, a divulgação de dados biográficos seria justificada. No entanto, e embora admitindo que as informações nunca se provaram ser falsas, ordenaram a eliminação de toda a informação respeitante às ligações de Paço ao partido Chega, assim como a entrega da identificação dos editores que contribuíram com essa informação, por forma a permitir que sejam processados para indemnizações, ordenando ainda o pagamento de 500 euros diários enquanto estas decisões não sejam cumpridas. O Tribunal considera que o conteúdo da página causa ”stress, angústia, receio por si e pela sua família”, além de implicar uma violação dos direitos da personalidade e possíveis 'efeitos discriminatórios'. Trata-se de uma decisão inédita, assente unicamente em César do Paço não ter dado ordem para que as suas ligações políticas fossem faladas publicamente.
Contactados pela SIC, representantes da Wikipédia afirmaram ter ficado bastante surpreendidos com esta decisão, considerando ser "um risco para a liberdade de expressão e de informação e uma desilusão para todos aqueles que contribuem para o acesso à informação e ao conhecimento livres", ponderando formas de a contestar. Jacob Rogers, advogado geral associado da Fundação Wikimedia, anunciou que pretende recorrer da decisão.
Em 27 de julho de 2023, a Fundação Wikimedia publicou um artigo no seu blog Diff, caracterizando a situação como ação judicial estratégica contra a participação pública (strategic lawsuit against public participation ou SLAPP).
Em dezembro de 2023 o Supremo Tribunal de Justiça obrigou a Wikipédia a eliminar conteúdos da página de César do Paço e pediu para identificar os editores que acrescentaram conteúdo a ela. A 25 de janeiro de 2024, o Supremo Tribunal de Justiça (STJ) voltou a confirmar a decisão. Segundo a revista Sábado, a "Conferência de juízes manteve uma decisão tomada em novembro de 2023. Editores da página do empresário podem ser revelados e alvo de ações legais."

### Cofina
Em junho de 2021, Paço apresentou queixa-crime no Departamento Central de Investigação e Ação Penal por difamação e injúria e violação da Lei de Imprensa contra a Cofina Media SA, proprietária da revista Sábado e da CMTV, contra o jornalista Alexandre Malhado, e Eduardo Dâmaso, diretor da Cofina, queixando-se de estar a “sofrer um grave prejuízo” pelo facto de ser intitulado de “principal financiador” e “simpatizante ou apoiante do partido de extrema-direita Chega” que, segundo ele, “é o modo como todos os meios de comunicação social correlacionam o seu nome”. A queixa incide sobre a notícia publicada na Sábado de 11 de março de 2021, com o título “Os esquemas de segurança do financiador do Chega”, centrada no militar da GNR João Vidal, que segundo o acórdão, citado pela notícia, faria serviços de cobrança ilegais a mando de César do Paço. Paço afirma que o título da notícia é falso, por nunca ter sido financiador do Chega, embora reconheça ter feito um donativo ao partido, dentro dos limites legais. Já a acusação de se rodear de militares e membros das forças de segurança para “ameaçar e fazer ajustes de contas” seria, segundo Paço, difamação. Paço questiona a forma como o jornalista o abordou, dando a impressão que estava a fazer uma peça sobre a condenação do GNR João Vidal, acabando por fazer uma reportagem sobre ele próprio, “insinuando que é mandante de crimes”. Segundo Paço, o jornalista, o diretor de informação, a Sábado e a CMTV terão lesado a sua honra e seriedade, “sendo certo que apesar de nenhuma prova conter em relação a ele, não se coibiu de o denominar como financiador ilegal de um partido”. Paço alega que os jornalistas “sabiam e sabem que o denunciante (César do Paço) nunca foi financiador do Chega, muito menos o seu financiador principal", tendo por objetivo colar o seu nome não só ao Chega, mas a “um partido xenófobo e racista”.
Em agosto de 2021 moveu um processo civil de difamação, interferência ilícita com a perspectiva de vantagem económica e libelo, entre outros, no Tribunal Distrital de Nova Jérsia, contra a revista Sábado, a Cofina Media, sua proprietária, e o jornalista Alexandre Malheiro, autor da reportagem. O processo foi arquivado em agosto de 2022 por falta de jurisdição, não tendo Paço conseguido provar que os acusados têm qualquer relação com Nova Jérsia que permitisse que o caso fosse julgado ali.

### SIC
Paço apresentou na mesma data uma outra queixa-crime denuncia contra a Sociedade Independente de Comunicação e o jornalista Pedro Coelho e os diretores de informação Ricardo Costa e Marta Reis, incidindo sobre a série de três episódios do programa Grande Reportagem sobre o Chega e as suas relações, na qual afirma ser retratado de forma que o ofende “na sua honra”. Paço afirma que, ao contrário do que se diz na peça, não é uma peça chave do Chega, do qual nem é militante nem dirigente, tendo se limitado a fazer um donativo, dentro dos limites legais. Paço acusa a SIC e Pedro Coelho de terem usado a linguagem metafórica televisiva com o fim de dar uma imagem do empresário como um “marginal, um homem sem qualquer tipo de princípios, um criminoso”, referindo a sequência da reportagem "filmada num subterrâneo, onde se podem ver, pendurados, quadros com símbolos e referências a partidos de extrema-direita, terminando com a imagem de uma só pessoa, no mesmo local: César do Paço".
Em julho de 2021, Paço moveu no Tribunal Distrital de Nova Jérsia um processo por difamação, assalto (assault) e calúnia contra a SIC e os jornalistas Pedro Coelho, Marta Reis e Ricardo Costa, do qual desistiu voluntariamente em janeiro de 2023 após o tribunal aceitar uma moção de arquivamento impetrada pelos acusados.

## Filantropia
A atividade filantrópica de César do Paço centra-se na doação de cães policiais, veículos equipados, armas, coletes antibala e tasers para as forças policiais e militares dos Estados Unidos, Portugal e França. O empresário é um apoiante de movimentos ligados às forças de segurança, como o Movimento Zero, em Portugal, e o Blue Lives Matter nos Estados Unidos, contramovimento surgido em resposta ao Black Lives Matter, que defende o fim da violência policial excessiva contra afro-americanos, defendendo que a violência contra forças policiais deve ser considerada crime de ódio.
Na sequência dos incêndios de 2017, em dezembro desse ano, César do Paço entregou 16 mil euros aos Bombeiros Voluntários de Carnaxide para que pudessem reparar um autotanque. Em maio de 2018, César do Paço fez um donativo de 15 mil à Associação Humanitária dos Bombeiros Voluntários de Alvaiázere para a recuperação de um veículo de apoio Logístico, seguido de um donativo de dez mil euros em julho do mesmo ano. Em novembro fez um donativo de cinco mil euros aos Bombeiros Voluntários da Madalena, nos Açores, entregando no mês seguinte, também na Madalena, um donativo no mesmo valor à Obra Social Madre Maria Clara, que acolhe crianças institucionalizadas. Em 2019, doou equipamentos aos bombeiros de Carnaxide no âmbito de uma ação promovida pelo partido Chega. Em novembro desse ano, César do Paço doou um pastor-belga-malinois à Guarda Nacional Republicana de Portugal.
A 25 de abril de 2020, no âmbito do confinamento imposto aos alunos pela pandemia de Covid-19, fez a doação de 60 tablets a ser distribuídos por crianças carenciadas do agrupamento EB 2,3 D. Pedro IV-Mindelo, em Vila do Conde.
Segundo a CNN Portugal, Paço contribui regularmente para a Liga Portuguesa dos Direitos do Animal.
César do Paço abraça causa da defesa do lobo ibérico com donativo inicial de 10 mil euros. No passado dia 18 de Julho, o empresário português, visitou o Centro de Recuperação do Lobo Ibérico, situado na Quinta da Murta em Gradil – Mafra (Portugal). Foi, na ocasião, recebido pelo Presidente do Grupo, professor Francisco Petrucci, e pelas biólogas Isabel Ambrósio e Filipa Marcos.

## Distinções e homenagens
Em maio de 2017, recebeu o prémio Leadership Award in Philanthropy, atribuido pela Fundação António Amaral, de Palm Coast, uma organização filantrópica fundada pelo luso-americano António Amaral.
Em julho do mesmo ano, César do Paço foi distinguido pelo Município de Madalena, com a Medalha de Ouro, pelo seu serviço em nome dos "mais nobres valores da humanidade", através do seu percurso empresarial, recebendo no verão de 2018 a Medalha de Honra e a Chave de Ouro do mesmo concelho.
Em agosto de 2018, César do Paço foi nomeado agente policial honorário pelo departamento de polícia do município de Hillsborough, por ter sido a primeira força da lei a receber uma das suas doações de agentes caninos, em 2013. Em janeiro de 2019 recebeu a mesma distinção do departamento de polícia de Daytona Beach, durante a cerimónia de gala anual da polícia daquela cidade, "pelo extraordinário apoio concedido a este organismo que garante a lei e a ordem".
A 19 de fevereiro de 2023, foi homenageado pela departamento de polícia de Fanwood, distrito de Nova Jérsia com uma significativa comunidade de origem portuguesa, pelo contributo monetário que permitirá adquirir material para equipar as forças policiais com desfibrilhadores externos automatizados para unidades de patrulha, coletes à prova de bala e bicicletas.
Em Março de 2024, César DePaço recebeu por parte do departamento de polícia de Flemington a insígnia e identificação honorária de Chefe de Polícia de Flemington.
O empresário português Caesar DePaço, de New Jersey, passou dia 13 de Agosto de 2024 a acumular mais um título oficial ligado às forças de segurança: agente de ligação da Somerset County Sheriff’’s Office.DePaço prestou juramento perante o xerife Darrin J. Russo, nas instalações daquela Polícia em Somerville – tendo a seu lado a esposa, Deanna DePaço.